# Scarpata di Caprock
La scarpata di Caprock (in inglese: Caprock Escarpment) è una sezione geografica e geologica del Texas, che segna il passaggio tra le Alte Pianure e il Llano Estacado a ovest e le pianure del centro-nord a est. La scarpata segue un orientamento sud-sud-ovest partendo dal nord-est del Texas Panhandle (al confine con l'Oklahoma). La scarpata si estende tra le contee di Borden, Briscoe, Crosby, Dickens, Floyd, e Contea di Motley.

## Descrizione
La scarpata si estende per circa  320 km e misurata tra 90 e 300 metri di altitudine. È costituita da uno strato di carbonato di calcio che è resistente all'erosione. La scarpata è tagliata da fiumi che danno vita ad alcune delle gole come il Canyon di Palo Duro vicino a Amarillo, nel nord del Texas

## Storia
L'esploratore spagnolo Francisco Vásquez de Coronado attraversò questa regione nel 1541.